# Зинсер, Уильям
Уильям Ноултон Зинсер (англ. William Zinsser, 7 октября 1922 — 12 мая 2015) американский писатель, редактор, литературный критик и учитель. Он начал свою карьеру в качестве журналиста в New York Herald Tribune, где он работал в качестве сценариста, драматического редактора, кинокритика и редактора. 

## Ранние годы и семья
Зинсер посещал дневную школу в Бакли, Академию Дирфилда и окончил Принстонский университет. Он женился на Кэролайн Фрейзер Зинсер, с которой у него было двое детей, включая Джона Зинсера, художника. Зинсеры жили на Манхэттене и в Ниантике, Коннектикут.  Одна из его кузин вышла замуж за Конрада Аденауэра; другая была супругой Джона Дж. Макклоя ;  Зинсер писал: «Так получилось, что два человека, которые наиболее тесно сотрудничали в создании новой Германии, были родственниками Зинсера».

## Профессиональный опыт
Его 18 книг включают «On Writing Well», который находится в седьмом издании; Писать, чтобы Учиться ; Запись с помощью текстового процессора ; Mitchell & Ruff (первоначально опубликовано как Willie and Dwike ); Весеннее обучение ; Американские места ; Легко запомнить: великие американские авторы песен и их песни ; Писать о своей жизни ; и совсем недавно, описание мест, автобиография. Американский ученый вел еженедельную публикацию Уильяма Зинсера «Zinsser in Friday», в которой были представлены его короткие сочинения о писательстве, искусстве и популярной культуре. 
В своих книгах Зинсер подчеркивает слово «экономика». Автор Джеймс Дж. Килпатрик в своей книге «Искусство писателя» говорит, что если бы он был ограничен одной книгой о том, как писать, то это была бы книга Уильяма Зинсера « Как хорошо писать» . Он добавляет: «Звуковая теория Зинсера заключается в том, что «качество написанного улучшается прямо пропорционально количеству вещей, которые мы можем не допустить ».  

## Смерть
Зинсер умер в возрасте 92 лет в Манхэттене 12 мая 2015 года. 